# جون ويد
جون ويد (بالإنجليزية: John Wade)‏ هو لاعب كرة قدم أمريكية أمريكي، ولد في 25 يناير 1975.

## وصلات خارجية
- جون ويد على موقع مرجع كرة القدم المحترفة.كوم (الإنجليزية)